# Pottier P-70
Pour les articles homonymes, voir Pottier.

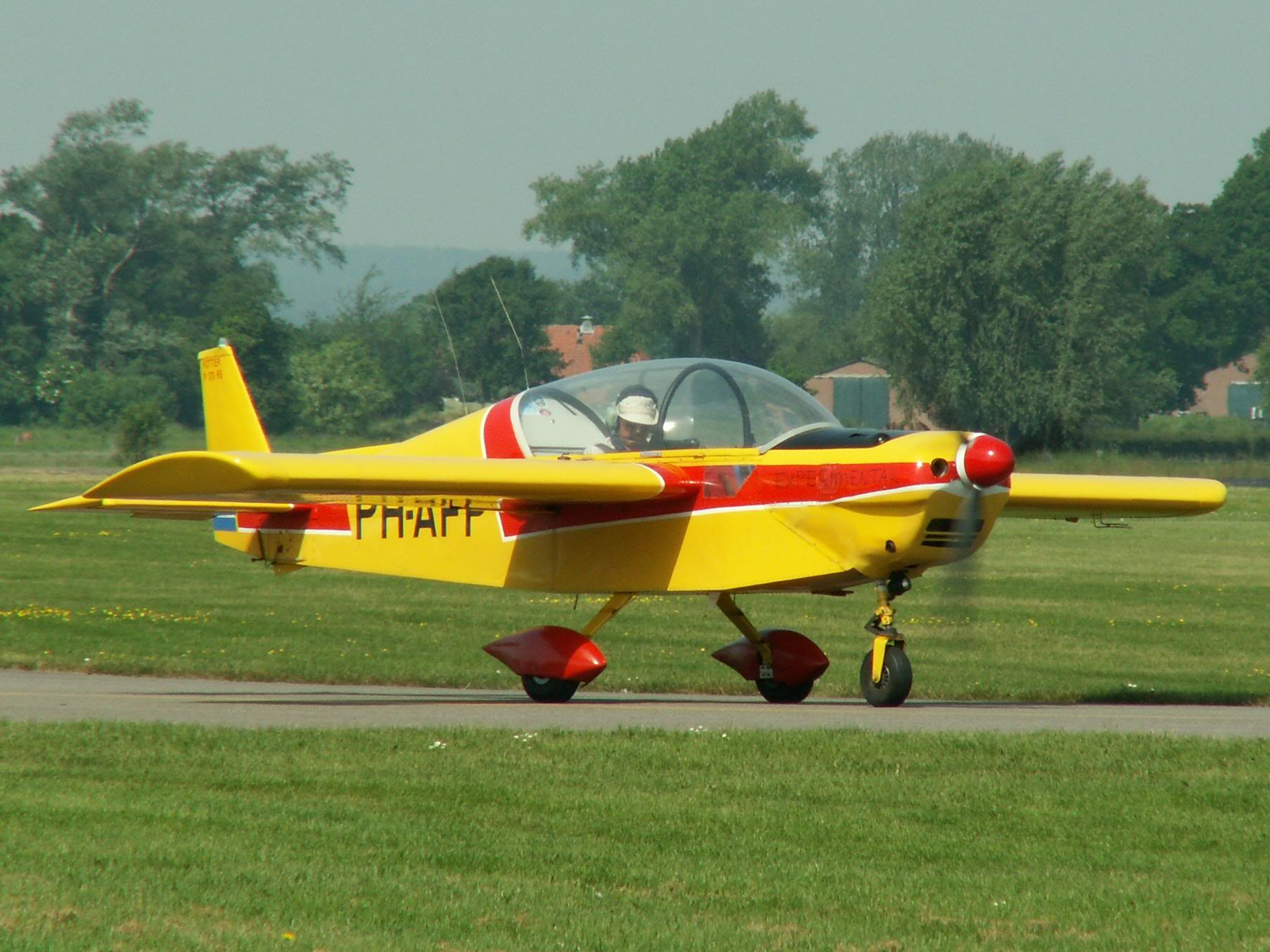
Un Pottier P-170.

Le Pottier P-70 est un avion monoplace (aile médiane) en aluminium à moteur Volkswagen (VW). Il a été conçu en France dans les années 1970 pour la construction amateur. Il en existe une version biplace, le Pottier P-170.